# دوري هونغ كونغ لكرة القدم 1953–54
دوري هونغ كونغ لكرة القدم 1953–54 هو الموسم 9 من دوري هونغ كونغ لكرة القدم ‏. كان عدد الأندية المشاركة فيه 13، وفاز فيه KMB Football Team ‏.